# Lepivalgus pygmaeus
Lepivalgus pygmaeus är en skalbaggsart som beskrevs av Hippolyte Louis Gory och Achille Rémy Percheron 1833. Lepivalgus pygmaeus ingår i släktet Lepivalgus och familjen Cetoniidae. Inga underarter finns listade i Catalogue of Life.